# Make Up Your Mind (Nederland)
Make Up Your Mind is een Nederlands televisieprogramma dat sinds 2021 uitgezonden wordt door RTL 4. Het programma is bedacht en ontwikkeld door Herald Adolfs. De presentatie van het programma is in handen van Carlo Boszhard. Het wordt jaarlijks uitgezonden in het voorjaar, in maart, april of mei.
In het programma gaat een geselecteerde groep bekende Nederlanders omgetoverd tot dragqueen de strijd met elkaar aan.

## Format
Een groep bekende Nederlanders nemen het in dit programma tegen elkaar op, terwijl ze zijn omgetoverd tot dragqueen. In verschillende rondes proberen twee panels – die het tegen elkaar opnemen – te raden welke bekende man (of vrouw) er schuil gaat achter de creatie. Dit doen ze door hun antwoord met oogpotlood op een bord te schrijven.
Gedurende de eerste ronde lopen de deelnemers over de catwalk en krijgen de panelleden hints, onder andere door de accessoires, kleuren en muziek. Daarna bepaalt een jury van ervaren dragqueens wie de eerste afvaller van de show wordt, waarna het panel de juiste naam moet opgeven. Ronde twee is de lipsync-ronde, waarin de deelnemers tegen elkaar strijden. Hierbij wordt met lippenstiften bepaald wie tegen wie moet strijden. Ook de deelnemer die na de catwalkronde is afgevallen zingt in deze ronde zijn/haar lipsync nadat hij/zij is onthuld, zodat het publiek en de kijkers van alle vijf de deelnemers een lipsync horen. Telkens valt er, naar oordeel van de jury, een deelnemer van het duel af. Aan het eind van de ronde zijn er hierdoor drie deelnemers geëlimineerd en wel of niet geraden door het panel. In de laatste ronde playbacken de drie overgebleven deelnemers een speech. Vlak voor het einde daarvan spreekt de presentator de woorden Make Up uit, waarna de deelnemer met eigen stem Your Mind uitspreekt.
Vervolgens is het aan de jury welke bekende Nederlander het programma gewonnen heeft. Hierna vindt de prijsuitreiking plaats.
Doordat het tweede en derde seizoen meer deelnemers hebben en uit meerdere afleveringen bestaan worden de winnaars van de afleveringen niet onthuld maar gaan door naar de finale aflevering, waarin deze met elkaar de strijd aan gaan. In deze aflevering worden zij dan één voor één onthuld. De winnaar wordt als laatste onthuld.
Vanaf seizoen 4 wordt na de catwalkronde niemand naar huis gestuurd. Alle queens doen dus mee aan de lipsync-ronde. Ook nieuw in dit seizoen is dat na de laatste ronde niet alleen de winnaar, maar ook de nummer twee van elke aflevering niet wordt onthuld. Deze gaat naar de "Tweede Kansronde" die in de laatste aflevering voor de finale plaatsvindt en waarvan de winnaar alsnog naar de finale gaat.

## Seizoensoverzicht
| Seizoen               | Uitzendtijden              | Aantal afleveringen | Start            | Start       | Einde         | Einde       | Gemiddelde kijkcijfers |
| Seizoen               | Uitzendtijden              | Aantal afleveringen | Datum            | Kijkcijfers | Datum         | Kijkcijfers | Gemiddelde kijkcijfers |
| --------------------- | -------------------------- | ------------------- | ---------------- | ----------- | ------------- | ----------- | ---------------------- |
| 1                     | Zaterdag 21:30 – 23:20 uur | 1                   | 15 mei 2021      | 1.218.000   | n.v.t.        | n.v.t.      | 1.218.000              |
| 2                     | Zaterdag 21:30 – 23:10 uur | 5                   | 9 april 2022     | 870.000     | 7 mei 2022    | 1.044.000   | 974.400                |
| 3                     | Zaterdag 20:00 – 21:55 uur | 5                   | 8 april 2023     | 1.061.000   | 6 mei 2023    | 884.000     | 942.800                |
| 4                     | Zaterdag 20:00 – 21:55 uur | 7                   | 23 maart 2024    | 1.458.000   | 4 mei 2024    | 1.434.000   | 1.478.143              |
| Oudejaarsspecial 2024 | Dinsdag 22:00 – 23:55 uur  | 1                   | 31 december 2024 | 1.587.000   | n.v.t.        | n.v.t.      | 1.587.000              |
| 5                     | Zaterdag 20:00 – 21:35 uur | 7                   | 15 maart 2025    | 1.420.000   | 26 april 2025 | 1.208.000   | 1.384.857              |
| Eurovision special    | Zaterdag 20:00 – 22:00 uur | 1                   | 10 mei 2025      | 1.321.000   | n.v.t.        | n.v.t.      | 1.321.000              |

## Reguliere seizoenen

### Seizoen 1 (2021)
Het eerste seizoen van het programma bestond uit één aflevering, uitgezonden op zaterdagavond 15 mei 2021 om 21.35 uur. De teams bestonden uit Nikkie de Jager met Ruben Nicolai en Fred van Leer met Edsilia Rombley.
| Deelnemer          | Drag naam      | Kleur  | Resultaat | Mystery Queen                     | Kijkcijfer | Kijkcijfer (incl. uitgesteld) |
| ------------------ | -------------- | ------ | --------- | --------------------------------- | ---------- | ----------------------------- |
| Barry Atsma        | Bobbi Bambam   | Rood   | Winnaar   | Peter R. de Vries Emmy Beautycase | 1.218.000  | 1.700.000                     |
| Jim Bakkum         | Dolly Detox    | Blauw  | Runner-up | Peter R. de Vries Emmy Beautycase | 1.218.000  | 1.700.000                     |
| Barrie Stevens     | Britney Royale | Roze   | 3e        | Peter R. de Vries Emmy Beautycase | 1.218.000  | 1.700.000                     |
| Tygo Gernandt      | Lady Garga     | Groen  | 4e        | Peter R. de Vries Emmy Beautycase | 1.218.000  | 1.700.000                     |
| Dominic Seldis     | G G String     | Goud   | 4e        | Peter R. de Vries Emmy Beautycase | 1.218.000  | 1.700.000                     |
| Domien Verschuuren | The Mean Queen | Zilver | 4e        | Peter R. de Vries Emmy Beautycase | 1.218.000  | 1.700.000                     |
| Wolter Kroes       | Miss Contessa  | Oranje | 7e        | Peter R. de Vries Emmy Beautycase | 1.218.000  | 1.700.000                     |

De prijs werd aan Atsma uitgereikt door een bonus drag. Voor het raden van deze deelnemer kregen de teams niet 1, maar 2 punten. Uiteindelijk gingen Van Leer en Rombley er met de winst vandoor, omdat zij wisten te raden dat Peter R. de Vries als Emmy Beautycase de bonus deelnemer was.

### Seizoen 2 (2022)
Het tweede seizoen van het programma betrof een serie van meerdere afleveringen. In de eerste vier afleveringen werden telkens vijf nieuwe dragqueens geïntroduceerd, waarna drie afvalrondes één drag overbleef die zich plaatste voor de finale aflevering. Daarnaast werd er iedere aflevering de Make Up voor de Finale-award uitgereikt door een mystery queen.
| Afl.               | Deelnemers              | Drag naam        | Kleur         | Resultaat                  | Mystery Queen                    | Kijkcijfers | Kijkcijfers (incl. uitgesteld) |
| ------------------ | ----------------------- | ---------------- | ------------- | -------------------------- | -------------------------------- | ----------- | ------------------------------ |
| 1                  | Victor Reinier          | Vikkie Fuzz      | Blauw         | 5e                         | Bertie Steur Brooke Fields       | 870.000     | 1.204.000                      |
| 1                  | Frank Dane              | Miss Sea Ocean   | Paars         | 3e                         | Bertie Steur Brooke Fields       | 870.000     | 1.204.000                      |
| 1                  | Winston Gerschtanowitz  | Milly Charm      | Bordeauxrood  | 3e                         | Bertie Steur Brooke Fields       | 870.000     | 1.204.000                      |
| 1                  | Egbert-Jan Weeber       | Juno Hearts      | Parelmoer     | 2e                         | Bertie Steur Brooke Fields       | 870.000     | 1.204.000                      |
| 1                  | Niet bekendgemaakt      | Juicy Andrews    | Donkerrood    | 1e / finalist              | Bertie Steur Brooke Fields       | 870.000     | 1.204.000                      |
| 2                  | Dylan Haegens           | Hedy Gold        | Roze          | 5e                         | Dennis van der Geest Bonnie Blue | 1.040.000   | 1.263.000                      |
| 2                  | Francis van Broekhuizen | Gale Galore      | Donkerpaars   | 3e                         | Dennis van der Geest Bonnie Blue | 1.040.000   | 1.263.000                      |
| 2                  | Donnie                  | Ivana D'Art      | Goud          | 3e                         | Dennis van der Geest Bonnie Blue | 1.040.000   | 1.263.000                      |
| 2                  | Roué Verveer            | Farah Sue        | Rood          | 2e                         | Dennis van der Geest Bonnie Blue | 1.040.000   | 1.263.000                      |
| 2                  | Niet bekendgemaakt      | Kikki Diamonds   | Groen         | 1e / finalist              | Dennis van der Geest Bonnie Blue | 1.040.000   | 1.263.000                      |
| 3                  | Ron Boszhard            | Miss Danger Rose | Oranje        | 5e                         | Andy van der Meijde Sylvie Mercy | 920.000     | 1.243.000                      |
| 3                  | Ferry Doedens           | Nina Fancy       | Groen         | 3e                         | Andy van der Meijde Sylvie Mercy | 920.000     | 1.243.000                      |
| 3                  | Joris Linssen           | Honey Haaibaai   | Geel          | 3e                         | Andy van der Meijde Sylvie Mercy | 920.000     | 1.243.000                      |
| 3                  | Niet bekendgemaakt      | Tilly Turner     | Regenboog     | 2e / finalist              | Andy van der Meijde Sylvie Mercy | 920.000     | 1.243.000                      |
| 3                  | Niet bekendgemaakt      | Dee Dee Sky      | Goud          | 1e / finalist              | Andy van der Meijde Sylvie Mercy | 920.000     | 1.243.000                      |
| 4                  | Gerard Ekdom            | Tina Lady        | Paars         | 5e                         | Danny de Munk Beaulicious        | 998.000     | 1.277.000                      |
| Jamie Trenité      | Valery Porter           | Neongroen        | 3e            |                            | Danny de Munk Beaulicious        | 998.000     | 1.277.000                      |
| Leco van Zadelhoff | GG L'Amour              | Poederroze       | 3e            |                            | Danny de Munk Beaulicious        | 998.000     | 1.277.000                      |
| Martine van Os     | Carry Vanity            | Oranje/Blauw     | 2e            |                            | Danny de Munk Beaulicious        | 998.000     | 1.277.000                      |
| Niet bekendgemaakt | Alexis Star             | Zilver           | 1e / finalist |                            | Danny de Munk Beaulicious        | 998.000     | 1.277.000                      |
| 5                  |                         |                  |               |                            |                                  |             |                                |
| Juvat Westendorp   | Alexis Star             | Zilver           | 5e            | Jan Slagter Miss Studio 54 | 1.044.000                        | 1.358.000   |                                |
| Dan Karaty         | Kikki Diamonds          | Groen            | 3e            | Jan Slagter Miss Studio 54 | 1.044.000                        | 1.358.000   |                                |
| Jamai Loman        | Juicy Andrews           | Donkerrood       | 3e            | Jan Slagter Miss Studio 54 | 1.044.000                        | 1.358.000   |                                |
| Freek Bartels      | Tilly Turner            | Regenboog        | Runner-up     | Jan Slagter Miss Studio 54 | 1.044.000                        | 1.358.000   |                                |
| Soy Kroon          | Dee Dee Sky             | Goud             | Winnaar       | Jan Slagter Miss Studio 54 | 1.044.000                        | 1.358.000   |                                |

#### Gastpanelleden
Voor het tweede seizoen keerden enkel Fred van Leer en Nikkie de Jager terug als panelleden. Zij worden iedere aflevering bijgestaan door twee gastpanelleden, dit zijn iedere aflevering twee nieuwe bekende Nederlanders.
| Afl.       | Gastpanellid Team Fred | Gastpanellid Team Nikkie |
| ---------- | ---------------------- | ------------------------ |
| 1          | Danny de Munk          | Loretta Schrijver        |
| 2          | Chantal Janzen         | Jan Smit                 |
| 3          | Elise Schaap           | Victor Mids              |
| 4          | Irene Moors            | Dave von Raven           |
| 5 (Finale) | Jim Bakkum             | Edsilia Rombley          |

### Seizoen 3 (2023)
Het derde seizoen van het programma betrof ook een serie van meerdere afleveringen. In de eerste vier afleveringen werden wederom telkens vijf nieuwe dragqueens geïntroduceerd, waarna drie afvalrondes één drag overbleef die zich plaatste voor de finale aflevering. Daarnaast werd er iedere aflevering de Make Up voor de Finale-award uitgereikt door een mystery queen.
| Afl. | Deelnemers           | Drag naam             | Kleur       | Resultaat     | Mystery Queen                      | Kijkcijfers | Kijkcijfers (incl. uitgesteld) |
| ---- | -------------------- | --------------------- | ----------- | ------------- | ---------------------------------- | ----------- | ------------------------------ |
| 1    | Lex Uiting           | Ally Lave             | Groen       | 5e            | Wibi Soerjadi Nutty Narissa        | 1.061.000   | 1.367.000                      |
| 1    | Ferri Somogyi        | Jessie Slaaay         | Zwart       | 4e            | Wibi Soerjadi Nutty Narissa        | 1.061.000   | 1.367.000                      |
| 1    | Stefano Keizers      | Sissy Girl            | Roze        | 3e            | Wibi Soerjadi Nutty Narissa        | 1.061.000   | 1.367.000                      |
| 1    | Jeroen Spitzenberger | Alyssa Amora          | Goud        | 2e            | Wibi Soerjadi Nutty Narissa        | 1.061.000   | 1.367.000                      |
| 1    | Niet bekendgemaakt   | Vera Tulip            | Wit         | 1e / finalist | Wibi Soerjadi Nutty Narissa        | 1.061.000   | 1.367.000                      |
| 2    | Ruben Nicolai        | Busty Blue            | Wit         | 5e            | Charles Groenhuijsen Sjarra Tella  | 930.000     | 1.211.000                      |
| 2    | Huub Stapel          | Liberty Sun           | Blauw       | 4e            | Charles Groenhuijsen Sjarra Tella  | 930.000     | 1.211.000                      |
| 2    | Cas Jansen           | Kimmy Counter         | Lichtblauw  | 3e            | Charles Groenhuijsen Sjarra Tella  | 930.000     | 1.211.000                      |
| 2    | Tommie Christiaan    | Foxy Bangs            | Donkergroen | 2e            | Charles Groenhuijsen Sjarra Tella  | 930.000     | 1.211.000                      |
| 2    | Niet bekendgemaakt   | Ria Sangria           | Rood        | 1e / finalist | Charles Groenhuijsen Sjarra Tella  | 930.000     | 1.211.000                      |
| 3    | Frans Duijts         | Sjaan Elle            | Geel        | 5e            | Albert Verlinde Brenda Break a Leg | 881.000     | 1.249.000                      |
| 3    | Hans Klok            | Daisy Lucy            | Roze        | 4e            | Albert Verlinde Brenda Break a Leg | 881.000     | 1.249.000                      |
| 3    | Robbert Rodenburg    | Call me Cartier       | Zilver      | 3e            | Albert Verlinde Brenda Break a Leg | 881.000     | 1.249.000                      |
| 3    | Jan Versteegh        | Bunny petit           | Vuurrood    | 2e            | Albert Verlinde Brenda Break a Leg | 881.000     | 1.249.000                      |
| 3    | Niet bekendgemaakt   | Flash Gorgeous        | Groen-roze  | 1e / finalist | Albert Verlinde Brenda Break a Leg | 881.000     | 1.249.000                      |
| 4    | Tim den Besten       | Trixy McQueenie       | Blauw       | 5e            | Rudolph van Veen Sweety Tootsie    | 958.000     | 1.175.000                      |
| 4    | Roelof Hemmen        | Lil' Miss Know It All | Fuchsia     | 4e            | Rudolph van Veen Sweety Tootsie    | 958.000     | 1.175.000                      |
| 4    | Kees van der Spek    | Miss B Conny          | Zwart-Wit   | 3e            | Rudolph van Veen Sweety Tootsie    | 958.000     | 1.175.000                      |
| 4    | Charly Luske         | Unique                | Paars       | 2e            | Rudolph van Veen Sweety Tootsie    | 958.000     | 1.175.000                      |
| 4    | Niet bekendgemaakt   | Bonnie Éclair         | Oranje      | 1e / finalist | Rudolph van Veen Sweety Tootsie    | 958.000     | 1.175.000                      |
| 5    | Hugo Kennis          | Bonnie Éclair         | Oranje      | 3e            | Jack Spijkerman Miss Skinny Jeans  | 884.000     | n.n.b.                         |
| 5    | Kees Tol             | Vera Tulip            | Wit         | 3e            | Jack Spijkerman Miss Skinny Jeans  | 884.000     | n.n.b.                         |
| 5    | Patrick Martens      | Flash Gorgeous        | Groen-roze  | Runner-up     | Jack Spijkerman Miss Skinny Jeans  | 884.000     | n.n.b.                         |
| 5    | Jeroen van der Boom  | Ria Sangria           | Rood        | Winnaar       | Jack Spijkerman Miss Skinny Jeans  | 884.000     | n.n.b.                         |

#### Gastpanelleden
Voor het derde seizoen werden Van Leer en De Jager gesteund door de volgende bekende gastpanelleden.
| Afl.       | Gastpanellid Team Fred | Gastpanellid Team Nikkie |
| ---------- | ---------------------- | ------------------------ |
| 1          | Leonie ter Braak       | Beau van Erven Dorens    |
| 2          | Chantal Janzen         | Dan Karaty               |
| 3          | Bridget Maasland       | John Williams            |
| 4          | Edson da Graça         | Jelka van Houten         |
| 5 (Finale) | Soy Kroon              | Jamai Loman              |

### Seizoen 4 (2024)
Het vierde seizoen van Make Up Your Mind kreeg een aangepaste opzet. Bij de vier introductieafleveringen worden er telkens vier dragqueens geïntroduceerd. Ten opzichte van voorgaande seizoenen viel er geen dragqueen af na ronde een, de catwalk. Na de lip-sync-battle werden de verliezers van beide duels ontmaskerd. Vervolgens geven de twee overgebleven dragqueens een playback-speech. De verliezer plaatst zich voor de tussenronde en kan zich daardoor alsnog voor de finale aflevering plaatsen, terwijl de winnaar direct naar de finale aflevering gaat.
| Afl. | Deelnemers              | Drag naam               | Kleur       | Resultaat        | Mystery Queen                      | Kijkcijfers |
| ---- | ----------------------- | ----------------------- | ----------- | ---------------- | ---------------------------------- | ----------- |
| 1    | Diederik Jekel          | Tinie Bikinie           | Blauw       | 3e               | Jeroen Pauw Patty White            | 1.458.000   |
| 1    | Gerard Joling           | Bo Talks                | Rood/Zwart  | 3e               | Jeroen Pauw Patty White            | 1.458.000   |
| 1    | Niet bekendgemaakt      | Mary Hattan             | Groen       | 2e / tussenronde | Jeroen Pauw Patty White            | 1.458.000   |
| 1    | Niet bekendgemaakt      | Star Sissy              | Wit         | 1e / finalist    | Jeroen Pauw Patty White            | 1.458.000   |
| 2    | Xander de Buisonjé      | Fay Runaway             | Groen       | 3e               | Barbara Barend Sylvie IJs          | 1.550.000   |
| 2    | Ellie Lust              | Ans Worst               | Rood        | 3e               | Barbara Barend Sylvie IJs          | 1.550.000   |
| 2    | Niet bekendgemaakt      | Sydney Lekker           | Multicolor  | 2e / tussenronde | Barbara Barend Sylvie IJs          | 1.550.000   |
| 2    | Niet bekendgemaakt      | Penny Smize             | Paars       | 1e / finalist    | Barbara Barend Sylvie IJs          | 1.550.000   |
| 3    | Rob Kemps               | Shirley Bestie          | Roze/Oranje | 3e               | Angela de Jong Ivana Say Something | 1.429.000   |
| 3    | Thomas Dekker           | La Prima Donna          | Goud        | 3e               | Angela de Jong Ivana Say Something | 1.429.000   |
| 3    | Niet bekendgemaakt      | Gladiola Holt           | Paars       | 2e / tussenronde | Angela de Jong Ivana Say Something | 1.429.000   |
| 3    | Niet bekendgemaakt      | Miss Showbee            | Goud        | 1e / finalist    | Angela de Jong Ivana Say Something | 1.429.000   |
| 4    | Alberto Stegeman        | Sarah Be Sweet          | Rood        | 3e               | Olof Ormeling Cora Zon             | 1.423.000   |
| 4    | Maarten van der Weijden | Priscilla Queen Of Fire | Oranje      | 3e               | Olof Ormeling Cora Zon             | 1.423.000   |
| 4    | Niet bekendgemaakt      | Luna Leftover           | Zilvergrijs | 2e / tussenronde | Olof Ormeling Cora Zon             | 1.423.000   |
| 4    | Niet bekendgemaakt      | Nikita                  | Donkerblauw | 1e / finalist    | Olof Ormeling Cora Zon             | 1.423.000   |
| 5    | Caroline Tensen         | Bitchy Bobby            | Rood        | 3e               | Corry Konings Speedy Kingzales     | 1.568.000   |
| 5    | Martijn Fischer         | Belinda Mental Light    | Roze        | 3e               | Corry Konings Speedy Kingzales     | 1.568.000   |
| 5    | Niet bekendgemaakt      | Loulou Gal              | Geel/Groen  | 2e / tussenronde | Corry Konings Speedy Kingzales     | 1.568.000   |
| 5    | Niet bekendgemaakt      | Polly Plush             | Bruin       | 1e / finalist    | Corry Konings Speedy Kingzales     | 1.568.000   |
| 6    | Margriet van der Linden | Mary Hattan             | Groen       | 5e               | Peter van der Vorst Brrride        | 1.485.000   |
| 6    | Ruben van der Meer      | Sydney Lekker           | Multicolor  | 3e               | Peter van der Vorst Brrride        | 1.485.000   |
| 6    | Manuel Venderbos        | Luna Leftover           | Zilvergrijs | 3e               | Peter van der Vorst Brrride        | 1.485.000   |
| 6    | Valerio Zeno            | Loulou Gal              | Geel/Groen  | 2e               | Peter van der Vorst Brrride        | 1.485.000   |
| 6    | Niet bekendgemaakt      | Gladiola Holt           | Paars       | 1e / finalist    | Peter van der Vorst Brrride        | 1.485.000   |
| 7    | William Spaaij          | Nikita                  | Donkerblauw | 4e               | Geen                               | 1.434.000   |
| 7    | Gijs Rademaker          | Polly Plush             | Bruin       | 4e               | Geen                               | 1.434.000   |
| 7    | Harm Edens              | Gladiola Holt           | Paars       | 4e               | Geen                               | 1.434.000   |
| 7    | Stanley Burleson        | Penny Smize             | Paars       | 3e               | Geen                               | 1.434.000   |
| 7    | Thomas Cammaert         | Star Sissy              | Wit         | Runner-up        | Geen                               | 1.434.000   |
| 7    | Jurre Geluk             | Miss Showbee            | Goud        | Winnaar          | Geen                               | 1.434.000   |

In de finale van seizoen vier werd er geplaybackt met de originele artiest. Nikita (William Spaaij) en Miss Showbee (Jurre Geluk) deden dat met Davina Michelle. Star Sissy (Thomas Cammaert) en Polly Plush (Gijs Rademaker) traden op met Trijntje Oosterhuis en Anita Meijer zong 'Why Tell Me Why' met Gladiola Holt (Harm Edens) en Penny Smize (Stanley Burleson). Ook de queens die om de winst streden traden op met Davina Michelle met het nummer 'Rise Up'. Linda Wagenmakers zong de afvallers toe met het nummer 'No Goodbyes'.

#### Gastpanelleden
Voor het vierde seizoen werden Van Leer en De Jager gesteund door de volgende bekende gastpanelleden.
| Afl. | Gastpanellid Team Fred | Gastpanellid Team Nikkie |
| ---- | ---------------------- | ------------------------ |
| 1    | Jeroen van der Boom    | Roxeanne Hazes           |
| 2    | Jeroen van der Boom    | Ilse DeLange             |
| 3    | Chantal Janzen         | Roxeanne Hazes           |
| 4    | Edsilia Rombley        | Ilse DeLange             |
| 5    | Soy Kroon              | Ilse DeLange             |
| 6    | Soy Kroon              | Ilse DeLange             |
| 7    | Soy Kroon              | Ilse DeLange             |

### Seizoen 5 (2025)
| Afl. | Deelnemers             | Drag naam                        | Kleur       | Resultaat        | Mystery Queen                         | Mystery Queen                         | Kijkcijfers |
| ---- | ---------------------- | -------------------------------- | ----------- | ---------------- | ------------------------------------- | ------------------------------------- | ----------- |
| 1    | Jaïr Ferwerda          | Polly Esther                     | Lichtgroen  | 3e               | Jan de Hoop Beppie Pleur              | Jan de Hoop Beppie Pleur              | 1.420.000   |
| 1    | Marco Schuitmaker      | Pia Panna Cotta                  | Paars       | 3e               | Jan de Hoop Beppie Pleur              | Jan de Hoop Beppie Pleur              | 1.420.000   |
| 1    | Niet bekendgemaakt     | Loretta Hijger                   | Witgoud     | 2e / tussenronde | Jan de Hoop Beppie Pleur              | Jan de Hoop Beppie Pleur              | 1.420.000   |
| 1    | Niet bekendgemaakt     | Minnie Belle                     | Oranje      | 1e / finalist    | Jan de Hoop Beppie Pleur              | Jan de Hoop Beppie Pleur              | 1.420.000   |
| 2    | Orgel Joke             | Bloody Mary                      | Rood/Groen  | 3e               | Victor Mids Titia Toe Maar            | Victor Mids Titia Toe Maar            | 1.451.000   |
| 2    | Mark Baanders          | Snollie Pardon                   | Groen       | 3e               | Victor Mids Titia Toe Maar            | Victor Mids Titia Toe Maar            | 1.451.000   |
| 2    | Niet bekendgemaakt     | Willemijn Windjes                | Rood/Goud   | 2e / tussenronde | Victor Mids Titia Toe Maar            | Victor Mids Titia Toe Maar            | 1.451.000   |
| 2    | Niet bekendgemaakt     | Bonny On Fire                    | Lichtblauw  | 1e / finalist    | Victor Mids Titia Toe Maar            | Victor Mids Titia Toe Maar            | 1.451.000   |
| 3    | Martijn Lakemeier      | Yolanthe Wat Koud Van Coolbergen | Lichtblauw  | 3e               | Carry Tefsen Anne Annabella Anastasia | Carry Tefsen Anne Annabella Anastasia | 1.506.000   |
| 3    | Toine van Peperstraten | Lucy Noballs                     | Roze        | 3e               | Carry Tefsen Anne Annabella Anastasia | Carry Tefsen Anne Annabella Anastasia | 1.506.000   |
| 3    | Niet bekendgemaakt     | Shirley Bassie & Adriana Grande  | Rood/Blauw  | 2e / tussenronde | Carry Tefsen Anne Annabella Anastasia | Carry Tefsen Anne Annabella Anastasia | 1.506.000   |
| 3    | Niet bekendgemaakt     | Pam Je Haar Danst                | Lila        | 1e / finalist    | Carry Tefsen Anne Annabella Anastasia | Carry Tefsen Anne Annabella Anastasia | 1.506.000   |
| 4    | Bas Muijs              | Kitty Katja                      | Paars       | 3e               | Harry Mens Indy Sky                   | Harry Mens Indy Sky                   | 1.349.000   |
| 4    | Robbie Kammeijer       | Angel Feathers                   | Donkergroen | 3e               | Harry Mens Indy Sky                   | Harry Mens Indy Sky                   | 1.349.000   |
| 4    | Niet bekendgemaakt     | Dolores Flores                   | Oranje      | 2e / tussenronde | Harry Mens Indy Sky                   | Harry Mens Indy Sky                   | 1.349.000   |
| 4    | Niet bekendgemaakt     | Marga Brult                      | Goud        | 1e / finalist    | Harry Mens Indy Sky                   | Harry Mens Indy Sky                   | 1.349.000   |
| 5    | Gijs Staverman         | My Little Poppy                  | Lichtroze   | 3e               | Sjoerd van Ramshorst Petronella Messi | Eva Jinek Mandy More                  | 1.411.000   |
| 5    | Aran Bade              | Patricia Baai                    | Multicolor  | 3e               | Sjoerd van Ramshorst Petronella Messi | Eva Jinek Mandy More                  | 1.411.000   |
| 5    | Niet bekendgemaakt     | Goldie Locks                     | Geel        | 2e / tussenronde | Sjoerd van Ramshorst Petronella Messi | Eva Jinek Mandy More                  | 1.411.000   |
| 5    | Niet bekendgemaakt     | Super Casey                      | Rood        | 1e / finalist    | Sjoerd van Ramshorst Petronella Messi | Eva Jinek Mandy More                  | 1.411.000   |
| 6    | Tom & Tim Coronel      | Shirley Bassie & Adriana Grande  | Rood/Blauw  | 5e               | Hans Kraay jr. Veronica Peacock       | Hans Kraay jr. Veronica Peacock       | 1.349.000   |
| 6    | Mari van de Ven        | Loretta Hijger                   | Witgoud     | 3e               | Hans Kraay jr. Veronica Peacock       | Hans Kraay jr. Veronica Peacock       | 1.349.000   |
| 6    | Daniël Boissevain      | Willemijn Windjes                | Rood/Goud   | 3e               | Hans Kraay jr. Veronica Peacock       | Hans Kraay jr. Veronica Peacock       | 1.349.000   |
| 6    | Dennis Weening         | Dolores Flores                   | Oranje      | 2e               | Hans Kraay jr. Veronica Peacock       | Hans Kraay jr. Veronica Peacock       | 1.349.000   |
| 6    | Niet bekendgemaakt     | Goldie Locks                     | Geel        | 1e / finalist    | Hans Kraay jr. Veronica Peacock       | Hans Kraay jr. Veronica Peacock       | 1.349.000   |
| 7    | Michel Mulder          | Goldie Locks                     | Geel        | 4e               | Royce de Vries Lady Lipstick VIP      | Royce de Vries Lady Lipstick VIP      | 1.208.000   |
| 7    | Loiza Lamers           | Pam je Haar Danst                | Lila        | 4e               | Royce de Vries Lady Lipstick VIP      | Royce de Vries Lady Lipstick VIP      | 1.208.000   |
| 7    | Jon van Eerd           | Bonny on Fire                    | Lichtblauw  | 4e               | Royce de Vries Lady Lipstick VIP      | Royce de Vries Lady Lipstick VIP      | 1.208.000   |
| 7    | Giel Beelen            | Minnie Belle                     | Oranje      | 3e               | Royce de Vries Lady Lipstick VIP      | Royce de Vries Lady Lipstick VIP      | 1.208.000   |
| 7    | Wendy van Dijk         | Super Casey                      | Rood        | Runner-up        | Royce de Vries Lady Lipstick VIP      | Royce de Vries Lady Lipstick VIP      | 1.208.000   |
| 7    | Humberto Tan           | Marga Brult                      | Goud        | Winnaar          | Royce de Vries Lady Lipstick VIP      | Royce de Vries Lady Lipstick VIP      | 1.208.000   |

#### Gastpanelleden
| Afl. | Gastpanellid Team Fred  | Gastpanellid Team Nikkie |
| ---- | ----------------------- | ------------------------ |
| 1    | Jim Bakkum              | Roxeanne Hazes           |
| 2    | Valerio Zeno            | Jelka van Houten         |
| 3    | Simone Weimans          | Jamai Loman              |
| 4    | Holly Mae Brood         | Robèrt van Beckhoven     |
| 5    | Soy Kroon               | Merel Westrik            |
| 6    | Francis van Broekhuizen | Roxeanne Hazes           |
| 7    | Mart Hoogkamer          | Ruben Nicolai            |

## Specials

### Oudejaarsspecial
| Editie | Deelnemer           | Drag naam       | Kleur      | Resultaat | Mystery Queen           | Kijkcijfer |
| ------ | ------------------- | --------------- | ---------- | --------- | ----------------------- | ---------- |
| 2024   | Katja Schuurman     | Fajah Works     | Multicolor | Winnaar   | Renze Klamer Bente Laat | 1.587.000  |
| 2024   | Thomas Berge        | Sheila Bevries  | Blauw      | Runner-up | Renze Klamer Bente Laat | 1.587.000  |
| 2024   | Richard Groenendijk | Bette Gourmette | Groen      | 3e        | Renze Klamer Bente Laat | 1.587.000  |
| 2024   | Waldemar Torenstra  | Tipsy Summers   | Goud       | 3e        | Renze Klamer Bente Laat | 1.587.000  |

#### Gastpanelleden
| Editie | Gastpanellid Team Fred | Gastpanellid Team Nikkie |
| ------ | ---------------------- | ------------------------ |
| 2024   | Patty Brard            | Roxeanne Hazes           |

### Eurovision special
| Editie | Deelnemer       | Drag naam        | Kleur       | Vorige deelname | Resultaat | Mystery Queen                        | Kijkcijfer |
| ------ | --------------- | ---------------- | ----------- | --------------- | --------- | ------------------------------------ | ---------- |
| 2025   | Patrick Martens | Zzzzzuslana      | Zilver      | 2023            | Winnaar   | Cornald Maas Bernadette Grote Tetten | 1.321.000  |
| 2025   | Dan Karaty      | Doutzen Points   | Multicolor  | 2022            | Runner-up | Cornald Maas Bernadette Grote Tetten | 1.321.000  |
| 2025   | Ellie Lust      | Sabrina Bescheur | Donkerblauw | 2024            | 3e        | Cornald Maas Bernadette Grote Tetten | 1.321.000  |
| 2025   | Joris Linssen   | Mari Lellebel    | Groen/Roze  | 2022            | 3e        | Cornald Maas Bernadette Grote Tetten | 1.321.000  |

#### Gastpanelleden
| Editie | Gastpanellid Team Fred | Gastpanellid Team Nikkie |
| ------ | ---------------------- | ------------------------ |
| 2025   | Ruth Jacott            | Paul de Leeuw            |

## Achtergrond
Op 15 mei 2021 ging het programma in première en bestond uit één aflevering; deze aflevering werd door 1.218.000 kijkers bekeken en was daarmee het derde best bekeken programma van de avond. Een dag na de uitzending kondigde directeur content Peter van der Vorst van RTL 4 aan dat er in 2022 een nieuwe editie zou komen, dat door zijn succesvolle ontvangst gaat bestaan uit meerdere afleveringen. Diezelfde dag brachten de bedenkers van het programma naar buiten dat ze inmiddels benaderd waren door buitenlandse partijen voor een versie in die landen, waaronder Duitsland, China, Italië en de Verenigde Staten. In Duitsland wordt het sinds 2022 uitgezonden als Viva la Diva, wer ist die queen. De Duitse versie wordt net als de Nederlandse versie in Nederland opgenomen, zodat zowel Nederland als Duitsland hetzelfde decor kunnen gebruiken. De Italiaanse versie wordt echter niet in Nederland, maar in Italië zelf opgenomen. Deze wordt in Milaan opgenomen. RTL heeft in het voorjaar van 2023 bekendgemaakt dat de Vlaamse zender VTM ook een eigen versie gaat maken van de Nederlandse show. Deze was uitgezonden op 8 september 2023.   